# Karl August, Prinț de Thurn și Taxis
Karl August Joseph Maria Maximilian Lamoral Antonius Ignatius Benediktus Valentin, Prinț de Thurn și Taxis, (n. 23 iulie 1898 – d. 26 aprilie 1982) a fost al zecelea Prinț de Thurn și Taxis și Șeful Casei de  Thurn și Taxis de la 13 iulie 1971 până la moartea sa la 26 aprilie 1982.

## Biografie
Karl August a fost al treilea fiu al lui Albert, Prinț de Thurn și Taxis și a soției acestuia, Arhiducesa Margareta Clementina de Austria. După ce a absolvit liceul local, Karl August a studiat științele la Universitatea din Würzburg.

### Căsătorie și copii
La 18 august 1921, la Schloss Taxis, Dischingen, Baden-Württemberg, Germania, Karl August s-a căsătorit cu Prințesa Maria Anna de Braganza, fiica lui Miguel, Duce de Braganza și a soției acestuia, Prințesa Maria Theresa de Löwenstein-Wertheim-Rosenberg. Karl August și Maria Ana au avut patru copii:
- Prințesa Clotilde de Thurn și Taxis (30 noiembrie 1922 - 1 septembrie 2009)[3][4]
- Prințesa Mafalda de Thurn și Taxis (6 martie 1924 - 24 July 1989)[3][4]
- Johannes, Prinț de Thurn și Taxis (5 iunie 1926 – 28 decembrie 1990)[3][4]
- Prințul Albert de Thurn și Taxis (23 ianuarie 1930 – 4 februarie 1935)[4]

După căsătorie, Karl August și soția sa au locuit la Gut Höfling în Regensburg unde s-a ocupat de interesele agricole ale familiei.

## În timpul Germaniei Naziste
Ca adversar al nazismului, Karl August a interzis copiilor săi să intre în organizația "Hitler Youth".
Din cauza atitudinii anti-naziste, Karl August a fost închis de Gestapo în închisoarea de la Landshut în perioada 1944 - 1945.

## În timpul Republicii Federale Germani
După decesul fratelui său mai mare, Franz Josef, în 1971, Karl August la vârsta de 73 de ani a devenit Șeful Casei de Thurn și Taxis.